# Temi Fagbenle
Tèmítọ́pẹ́ Títílọlá Olúwatóbilọ́ba Fagbenle, detta Temi (Baltimora, 8 settembre 1992), è una cestista statunitense con cittadinanza britannica.

## Biografia
È sorella dell'attore O. T. Fagbenle.

## Carriera
È stata selezionata dalle Minnesota Lynx al terzo giro del Draft WNBA 2016 (35ª scelta assoluta).
Con la Gran Bretagna ha disputato i Giochi olimpici di Londra 2012 e due edizioni dei Campionati europei (2015, 2019).

## Palmarès
- Campionato WNBA: 1

Minnesota Lynx: 2017
- Campionato italiano: 1

Reyer Venezia: 2020-21